# Costus malortieanus
Costus malortieanus är en enhjärtbladig växtart som beskrevs av Hermann Wendland. Costus malortieanus ingår i släktet Costus och familjen Costaceae. Inga underarter finns listade.

## Bildgalleri

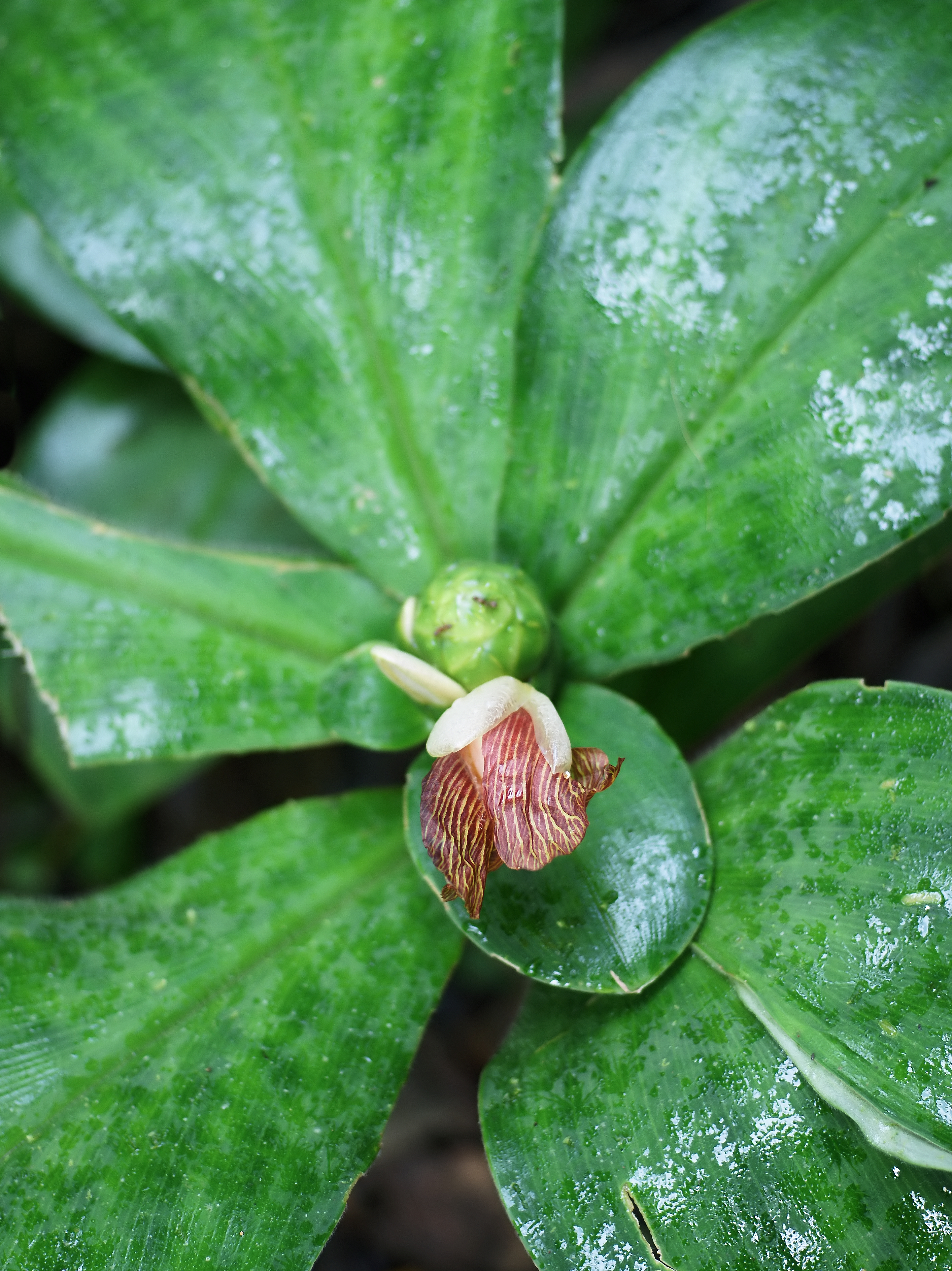
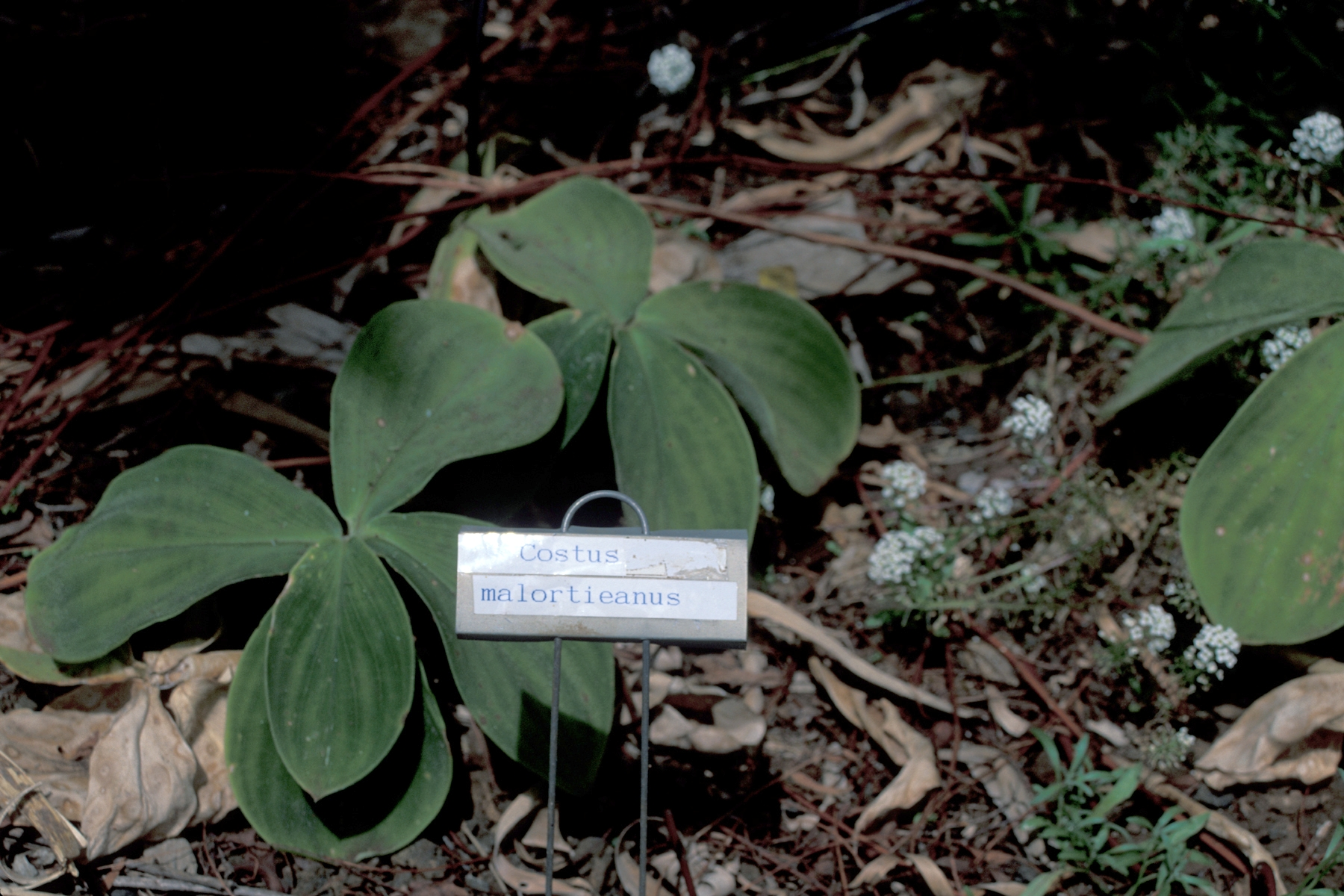
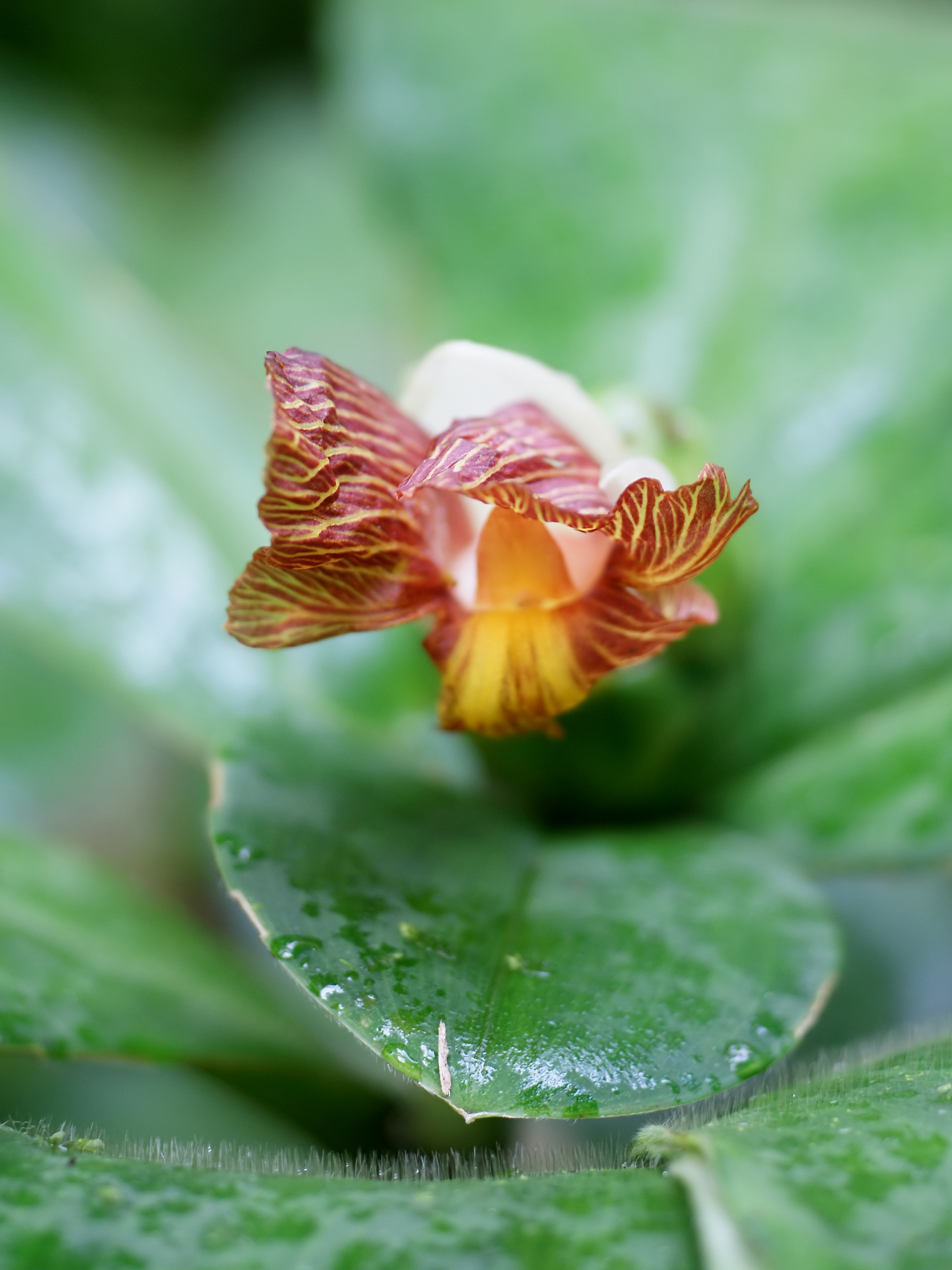